# Maria Ribas
Maria Ribas (Porto) é uma bailarina nomeada para um Prémio Swan. Ganhou a medalha de prata no Valentina Kozlova International Ballet Competition.

## Biografia
Nasceu no Porto. Estudou na Faculdade de Ciências Sociais e Humanas.
Tem experiência enquanto dançarina profissional em várias companhias internacionais. Foi aluna da Escola de Dança do Conservatório Nacional (ECDN) e na École Supérieure de Danse Rosella Hightower, em Cannes. Pertenceu ao Ballet Nacional de Marselha e à Companhia ICK Dans Amsterdam.
Enquanto estudava para completar o mestrado de Terapia da Dança e Movimento, na Codarts, em Roterdão, trabalhou como dançarina freelance e professora de dança. Começou um mestrado na Universidade Nova de Lisboa em Artes Cénicas.

## Reconhecimentos e Prémios
Maria Ribas foi uma das vencedoras da edição de 2015 da Valentina Kozlova International Ballet Competition, competição mundial dedicada à dança realizada em Nova Iorque, nos Estados Unidos da América.
Foi nomeada em 2019/2020 para o prémio VSCD Dance Awards nos Países Baixos. Este prémio também é conhecido pela designação Prémio Swan.